# Canberra Raiders
Canberra Raiders es un equipo profesional de rugby league de Australia con sede en la ciudad de Canberra.
Participa anualmente en la National Rugby League, la principal competición de la disciplina en el país.
El equipo hace como local en el Canberra Stadium, con una capacidad de 25.000 espectadores.

## Historia
A principios de la década de 1980, la New South Wales Rugby Football League (NSWRFL), estaba en búsqueda de expandir a nivel nacional a la principal competición de rugby league de país que en ese momento solo contaba con equipos de Nueva Gales del Sur, es así como en 1981 la franquicia de Canberra es aceptada como la 14° franquicia de la competición.
El equipo participó por primera vez en la liga en la temporada 1982 finalizando en la última posición.
Durante su historia, el club ha logrado 3 campeonatos nacionales y 1 un subcampeonato del World Club Challenge en 1989.

## Palmarés

### Torneos mundiales
- Subcampeón World Club Challenge (1): 1989

### Torneos nacionales
- National Rugby League[2] (3): 1989, 1990, 1994.
- Minor Premiership (1): 1990